# Tupoljev Tu-142
Tupoljev Tu-142 (rusko Туполев Ту-142; NATO oznaka: Bear F/J) je štirimotorno turbopropelersko mornariško patruljno letalo in letalo za protipodmorniško bojevanje - po rusko "PLO" (protivolodočnaja oborona). Tu-142 je razvit na podlagi strateškega bombnika Tupoljev Tu-95. Trenutno ga uporabljata Ruska in Indijska vojna mornarica. Letalo so proizvajali v tovarnah Kujbišev in Taganrog. Med 26 let dolgo proizvodnjo so zgradili okrog 100 letal. 
Bojni radij letala je okrog 6500 kilometrov. Tu-142 lahko operira tudi s slabo pripravljenih stez. Verzija Tu-142MR je namenjena komunikaciji s podmornicami na dolge razdalje. 

## Značilnosti (Tu-142MZ)
Podatki iz Donald and Lake
Splošne karakteristike
- Posadka: 11–13
- Dolžina: 53,08 m (162 ft 5 in)
- Razpon kril: 50,00 m (167 ft 8 in)
- Višina: 12,12 m (39 ft 9 in)
- Površina kril: 311,10 m² (3348,76 ft²)
- Teža praznega letala: 90000 kg (198000 lb)
- Maks. vzletna teža: 185000 kg (407848 lb)
- Pogon letala: 4 ×  turbopropelerski motor Kuznecov NK-12MP, 11033 kW (14795 KM)  vsak

 Zmogljivost 
- Maks. hitrost: 925 km/h (500 vozlov, 575 mph)
- Potovalna hitrost: 711 km/h (384 vozlov, 442 mph)
- Bojni radij: 6500 km (3454 nmi, 3977 milj)
- Višina leta: 12000 m (39000 ft)